# NGC 1729
NGC 1729 (другие обозначения — MCG -1-13-43, IRAS04577-0325, PGC 16529) — спиральная галактика (Sc) в созвездии Орион.
Этот объект входит в число перечисленных в оригинальной редакции «Нового общего каталога».
В галактике вспыхнула сверхновая SN 2012ap типа Ic, её пиковая видимая звездная величина составила 17,3.
Галактика NGC 1729 входит в состав группы галактик NGC 1700. Помимо NGC 1729 в группу также входят IC 2102, NGC 1700, PGC 16570, PGC 16573, NGC 1741 и IC 399.